# DMF (motorfiets)
DMF is de naam van twee historische merken van motorfietsen en scooters.

## DMF (Nederland)
De bedrijfsnaam was :Driebergse Motorrijwielen Fabriek, Driebergen (1941-1957).
Dit was een Nederlandse fabriek van de voormalige coureurs Wim Nolthenius en Joop Verkerke. Zij wilden in 1940 motorfietsen onder de naam "Servo" gaan maken. Mogelijk om de gemeente Driebergen te paaien (en zo een hinderwetvergunning te krijgen) veranderden ze de naam al snel in Driebergse Motorrijwielen Fabriek.
Ondanks het uitbreken van de Tweede Wereldoorlog presenteerden ze al 1941 het Model A met een Villiers-motor van 125 cc, gevolgd door Model B met ILO-motor van 125 cc. In 1943 werd Mello Holsheimer als constructeur aangetrokken. De verdere oorlogsjaren werden echter voornamelijk gevuld met reparatie- en revisiewerkzaamheden en pas in 1948 kwamen er weer DMF-baan- en terreinracers, maar nog geen serieproductie.
Toen men eind 1948 een aantal Puch-blokjes op de kop kon tikken werden er weer motorfietsen gemaakt, ook met ILO- en Villiers-blokken. In 1956 ging het merk failliet.
Er is ook een bromfiets geproduceerd, met een 50cc-ILO-motor, een in het frame geïntegreerde tank, voorvering met rubberbanden, zonder versnellingen.

## DMF (België)
Dit Belgisch merk dat motorfietsjes van 125 tot 200 cc met tweetaktmotoren van ILO, Villiers en Puch maakte. Waarschijnlijk kwam uit deze fabriek ook een gemotoriseerde fiets waarbij een HMW-Fuchs-tweetaktblokje naast het achterwiel zat.
Het is niet onmogelijk dat dit Belgische DMF een dependance van DMF uit Driebergen was, zeker gezien de gebruikte inbouwmotoren.